# Mikael Persbrandt

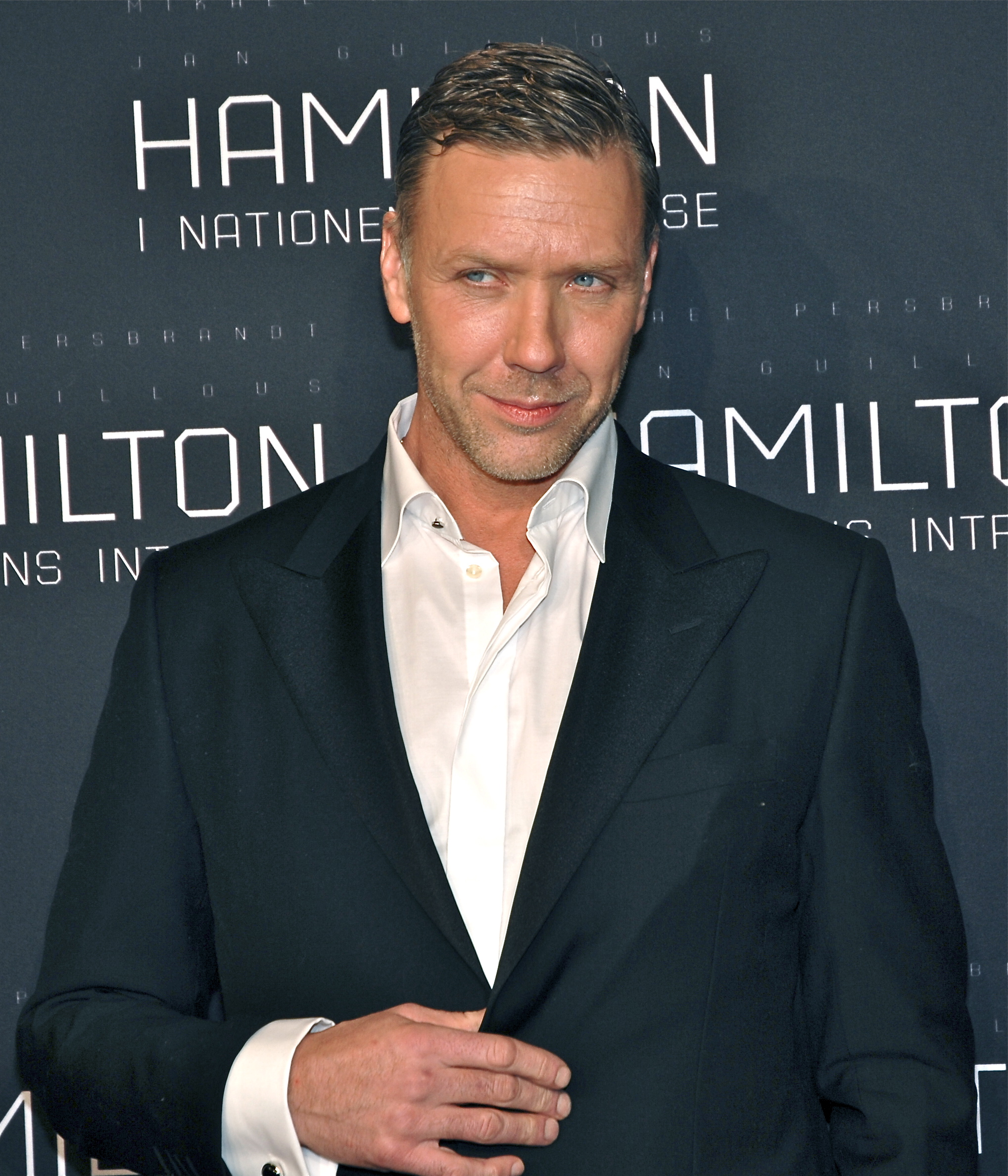
Mikael Persbrandt (2012)

Mikael Persbrandt (* 25. September 1963 in Jakobsberg) ist ein schwedischer Schauspieler.
Bekannt wurde er in Deutschland vor allem durch die Darstellung des Polizisten Gunvald Larsson, den er in der Krimireihe Kommissar Beck – Die neuen Fälle bis zur fünften Folge der fünften Staffel verkörperte. In Schweden ist er auch als Theaterschauspieler beim Königlichen Dramatischen Theater bekannt.

## Leben
Mikael Persbrandts Arbeit am Theater begann Mitte der 1980er Jahre, 1990 begannen die ersten Filmangebote. Am 13. Oktober 2007 verließ Persbrandt das Königliche Dramatische Theater wegen Schwierigkeiten, die Arbeit für TV und Film mit Theater in Einklang zu bringen.
Seit November 2006 war Mikael Persbrandt offiziell Botschafter für UNICEF, nachdem er sich bereits zuvor für die Organisation engagiert hatte. Dieses Amt bekleidete Persbrandt bis zum 30. März 2011. Die Gründe für die Beendigung der Tätigkeit werden unterschiedlich angegeben: Persbrandt legte dieses Amt auf eigenen Wunsch nieder.
In Peter Jacksons Verfilmung des Tolkien-Romans Der Hobbit übernahm er 2013/2014 die Rolle des Beorn.
Die deutsche Synchronstimme Persbrandts stammt meistens von Philipp Moog.

## Privatleben
Von 1998 bis 2003 war er mit der schwedischen Schauspielerin Maria Bonnevie liiert.
Persbrandt ist seit 2005 mit der Journalistin Sanna Lundell zusammen, mit der er drei Kinder hat.

## Rechtsstreitigkeiten
Im Dezember 2005 teilte Persbrandt der Polizei mit, dass die Zeitung Expressen falsche Anschuldigungen wegen einer akuten Alkoholvergiftung gemacht und berichtet hatte, dass er in eine Klinik in Uppsala aufgenommen worden sei. Die Informationen waren ungenau. Expressen entschuldigte sich und gab zu, dass ihre Informationen falsch waren, aber die Entschuldigung wurde von Persbrandt nicht akzeptiert. Otto Sjöberg, damals Chefredakteur der Zeitung, wurde zu einer Zahlung von 75.000 SEK (etwa 7300 €) verurteilt.
Persbrandt wurde zweimal im Jahr 2011 wegen Kokainkonsums verhaftet und erhielt eine Geldstrafe. Im April 2014 wurde er zu einer fünfmonatigen Freiheitsstrafe wegen eines weiteren Kokainvergehens verurteilt, welche aber im Berufungsverfahren auf 75 Stunden soziale Arbeit reduziert wurde.

## Filmografie (Auswahl)
- 1992: Rederiet (1992–1993, 1994)
- 1994: The Police Murderer
- 1994: Svensson, Svensson (Unterhaltungssendung)
- 1995: Sommaren
- 1996–1997: Anna Holt (Fernsehserie, 8 Folgen)
- 1997–2016: Kommissar Beck – Die neuen Fälle (Fernsehserie, 31 Folgen)
- 1997: Unter die Haut (Under ytan)
- 1998: Der letzte Mord (Sista kontraktet)
- 2003: Klaras Fall Die Spur führt ins Leere (Rånarna)
- 2003: Der letzte Tag, die letzte Nacht (Dag och natt)
- 2005: Bang Bang Orangutan (Bang Bang Orangutang)
- 2005: Codename: Medizinmann (Medicinmannen)
- 2007: Sonnensturm (Solstorm)
- 2008: Die Patin – Kein Weg zurück
- 2008: Die ewigen Momente der Maria Larsson (Maria Larssons eviga ögonblick)
- 2008–2009: Verdict Revised – Unschuldig verurteilt (Oskyldigt dömd, Fernsehserie)
- 2010: In einer besseren Welt (Hævnen)
- 2011: Stockholm Ost (Stockholm Östra)
- 2012: Agent Hamilton – Im Interesse der Nation (Hamilton – I nationens intresse)
- 2012: Agent Hamilton 2 – In persönlicher Mission (Hamilton – Men inte om det gäller din dotter)
- 2012: Der Hypnotiseur (Hypnotisören)
- 2013: Mig äger ingen
- 2013: Der Hobbit: Smaugs Einöde (The Hobbit: The Desolation of Smaug)
- 2014: The Salvation – Spur der Vergeltung (The Salvation)
- 2014: Der Hobbit: Die Schlacht der Fünf Heere (The Hobbit: The Battle of the Five Armies)
- 2016: Jeder stirbt für sich allein (Alone in Berlin)
- 2016: Jadotville (The Siege of Jadotville)
- 2017: King Arthur: Legend of the Sword
- 2018: Verschwörung
- 2019–2021: Sex Education (Fernsehserie)
- 2020: Eurovision Song Contest: The Story of Fire Saga
- 2021: Der unwahrscheinliche Mörder (Den osannolika mördaren, Fernsehserie)
- 2022: Hospital der Geister (Riget - Exodus)
- 2023: Foundation (Fernsehserie, 4 Folgen)